# Nico Hidalgo
Nicolás Hidalgo García (Motril, Granada, 30 de abril de 1992 - 1 de marzo de 2025) fue un futbolista español que jugaba de extremo.

## Trayectoria
Formado en las categorías inferiores del Granada CF, llegó a debutar con el primer equipo nazarí, y aunque durante dos temporadas estuvo jugando en el filial del conjunto granadinl, era propiedad de la Juventus de Turín desde 2014. El motrileño llegó al Cádiz CF en el verano de 2016 para debutar en la Segunda División.
En la temporada 2016-17 disputó bastantes minutos en las filas cadistas y anotó un gol. En marzo de 2017, renovó su contrato hasta junio de 2019, tras ser comprado en propiedad. El 28 de agosto de 2018 se anunció su cesión al Real Racing Club de Santander, siendo traspasado al equipo cántabro tras conseguir el ascenso a la categoría de plata. En julio de 2019 se confirmó su fichaje por el equipo santanderino hasta 2021. En 2020 se marchó al Extremadura UD de la Segunda División B, donde jugó hasta enero de 2022, cuando abandonó el club por los impagos hacia los jugadores. Ese mismo año dejó el fútbol de forma indefinida por problemas de salud.
Falleció a los 32 años el 1 de marzo de 2025 tras varios años luchando contra el cáncer de pulmón.

## Clubes
| Club                         | País   | Año       |
| ---------------------------- | ------ | --------- |
| Motril C. F.                 | España | 2010-2012 |
| Granada C. F. "B"            | España | 2012-2014 |
| Juventus de Turín            | Italia | 2014-2017 |
| Granada C. F. "B" (cedido)   | España | 2014-2016 |
| Cádiz C. F. (cedido)         | España | 2016-2017 |
| Cádiz C. F.                  | España | 2017-2019 |
| Racing de Santander (cedido) | España | 2018-2019 |
| Racing de Santander          | España | 2019-2020 |
| Extremadura U. D.            | España | 2020-2022 |